# Mucor ramosissimus
Mucor ramosissimus är en svampart som beskrevs av Samouts. 1927. Mucor ramosissimus ingår i släktet Mucor och familjen Mucoraceae.   Inga underarter finns listade i Catalogue of Life.